# Paraserianthes toona
Paraserianthes toona är en ärtväxtart som först beskrevs av Jacob Whitman Bailey, och fick sitt nu gällande namn av Ivan Christian Nielsen. Paraserianthes toona ingår i släktet Paraserianthes och familjen ärtväxter. Inga underarter finns listade i Catalogue of Life.